# Candy/Molly's Lips
Singles par Nirvana
Sliver
(1990) Here She Comes Now/Venus in Furs
(1991)
Singles par The Fluid
Madhouse/Free Fire Zone
(1989) On My Feet
(1993)
Candy/Molly's Lips est un single split des groupes américains de rock Nirvana et The Fluid sorti en janvier 1991 par le label Sub Pop Records. Il inclut deux chansons en version live, Candy de The Fluid, et Molly's Lips, une reprise du groupe écossais The Vaselines interprétée par Nirvana. 

## Genèse
Le single est édité en janvier 1991 par le label Sub Pop Records. Il est édité à 7 500 copies, les 4 000 premières étant pressées en vert et les 3 500 suivantes en noir.
Molly's Lips est une reprise live de la chanson de The Vaselines interprétée par Nirvana et enregistrée le 9 février 1990 au Pine Street Theatre de Portland. Le titre de la chanson évoque, selon Eugene Kelly de The Vaselines, l'actrice Molly Weir et le personnage Hazel McWitch, qui a une face blanche et des lèvres rouges, qu'elle incarne dans la série Rentaghost.
Kurt Cobain, le chanteur de Nirvana, était opposé à la sortie du single, arguant que leur version n'était pas assez forte. Cependant, la sortie de ce single faisant partie des contreparties dues au rachat par Nirvana du contrat qui les liait à leur label discographique Sub Pop Records, qui éditait alors avec ce single son dernier enregistrement du groupe.
Une version studio de Molly's Lips a aussi été enregistrée par Nirvana en octobre 1990 sur BBC Radio 1. Elle apparaît sur le maxi Hormoaning et sur la compilation Incesticide, tous deux sortis  en 1992. En 2009, la version du single de Molly's Lips a été incluse dans la réédition de Bleach, le premier album studio de Nirvana.
La chanson de The Fluid, Candy, était quant à elle déjà présente sur leur maxi Glue, sorti en 1990. Bien moins connu que Nirvana, The Fluid a grâce à ce single une certaine exposition.

## Fiche technique

### Liste des pistes
| 1. | Candy (live)        | The Fluid     | The Fluid | 3:16 |
| 2. | Molly's Lips (live) | The Vaselines | Nirvana   |      |